# Young Singers Project
Das Young Singers Project (YSP) der Salzburger Festspiele besteht seit 2008 und soll den sängerischen Nachwuchs fördern – einerseits durch die Perfektionierung von Gesang und darstellerischen Fähigkeiten in Proben, Unterricht und Meisterklassen, andererseits durch eine Reihe von Auftrittsmöglichkeiten.

## Konzept
Bei internationalen Vorsingen werden junge Sängerinnen und Sänger für das Projekt ausgewählt. Im Rahmen eines Stipendiums arbeiten die jungen Künstler den ganzen Sommer hindurch in Salzburg mit arrivierten Festspielkünstlern. Der Unterricht umfasst nicht nur musikalische Aspekte, sondern auch szenische Proben, Sprachcoaching und die Erweiterung des Repertoires.

„Die Arbeit für und mit der jungen Generation ist seit der Saison 2008 einer der Schwerpunkte des Salzburger Festspielprogramms. Alle klagen, dass Elternhaus und Schule bei der Erziehung der Jugend zur Kunst zunehmend versagen. Viele bedauern, dass nur noch das Event zählt. Manche verzagen, weil die sogenannte Hochkultur mit ihrem Publikum zu altern scheint. Die Festspiele setzen Taten. Zum einen wollen wir aktiv den Nachwuchs fördern – [mit dem] 2008 neu installierte Young Singers Project. Zum anderen wollen wir ein neues Publikum heranziehen. Jugendcamps, preisgünstige Jugendkarten, Studentenprojekte und jugendgerechte Begleitveranstaltungen sollen Freude an der Musik und Verständnis für die Musik wecken und weiterentwickeln.“

### Auftritte

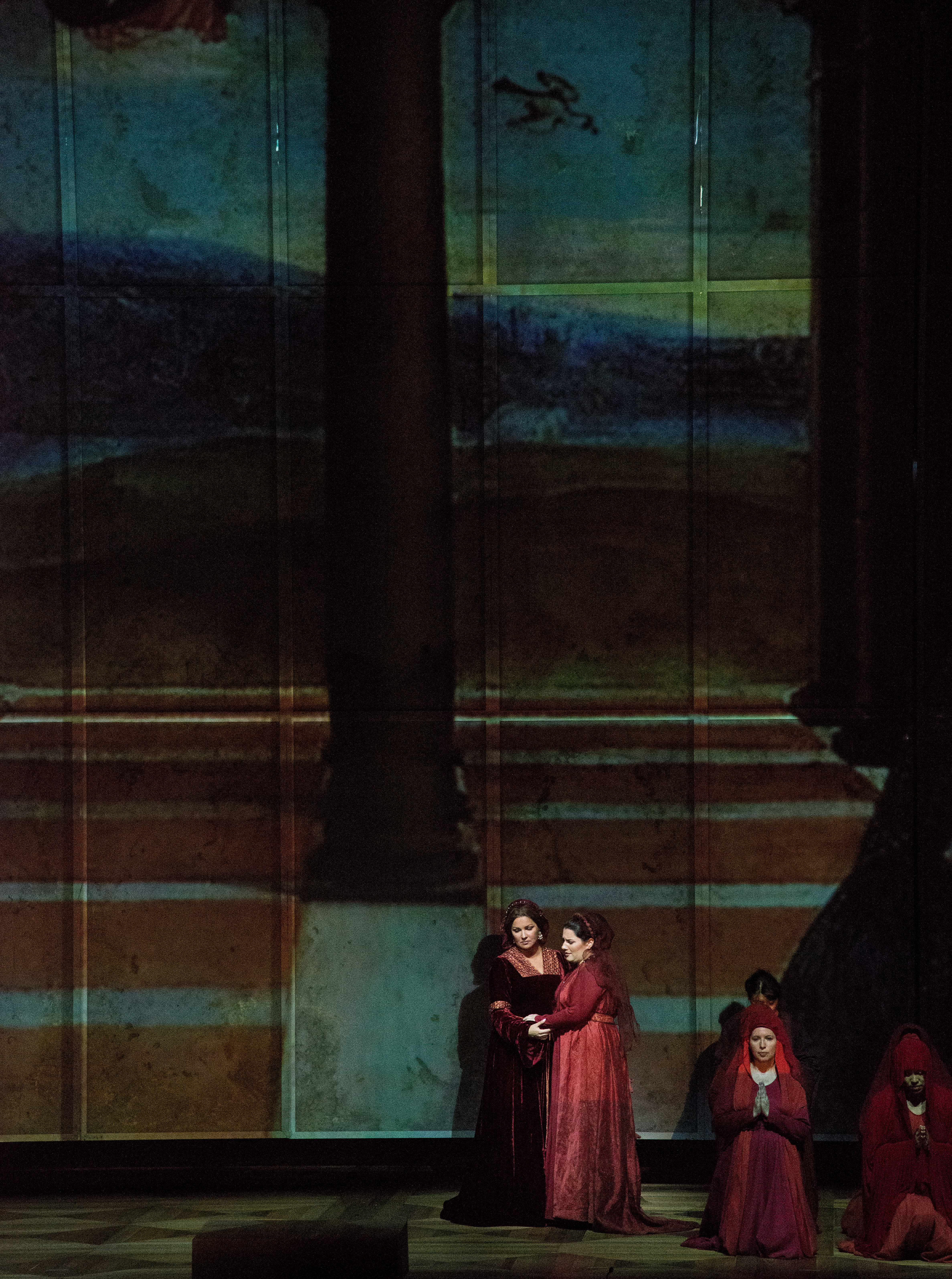
Anna Netrebko und YSP-Sängerin Diana Haller in Il trovatore, 2014

Die Mitglieder des Young Singers Project haben im Rahmen der Festspiele mehrere Auftrittsmöglichkeiten:
- Bei den großen Opernproduktionen übernehmen sie kleinere Rollen, so waren beispielsweise 2014 beim neuen Rosenkavalier im Großen Festspielhaus sechs YSP-Teilnehmer engagiert, als Haushofmeister bei Faninal, Drei adelige Waisen, Modistin und Tierhändler. Bei Charlotte Salomon sangen Annika Schlicht eine Kunststudentin aus Tirol und Wolfgang Resch den Zweiten Nazi. Beim Trovatore standen drei YSP-Teilnehmer neben Plácido Domingo, Francesco Meli und Anna Netrebko auf der Bühne des Großen Hauses.
- In den Kinderopern in der Universitätsaula – 2014 La Cenerentola und Die Entführung aus dem Serail –  übernehmen sie die Hauptrollen.
- Schließlich stellen sich die jungen Sänger auch in einem Abschlusskonzert dem Publikum vor, dieses fand 2014 mit der Camerata Salzburg unter Leitung von Theodor Guschlbauer im Mozarteum statt.

### Öffentliche Meisterklassen
Teil des Projekts sind Meisterklassen, geleitet von bedeutenden Festspielkünstlern, zu denen das Publikum kostenfreien Zutritt hat. Im Jahr 2014 fanden drei Veranstaltungen im Schüttkasten bzw. in der Großen Universitätsaula statt. Geleitet wurden sie von Christa Ludwig, Thomas Hampson und Helmut Deutsch.

## Teilnehmer 2008
| - Thorsten Büttner, Tenor (Deutschland) - Angela Kerrison, Sopran (Botswana) - Ezgi Kutlu, Mezzosopran (Türkei) - Levente Molnár, Bariton (Transsylvanien / Ungarn) | - Aundi Marie Moore, Sopran (USA) - Joel Prieto, Tenor (Spanien / Puerto Rico) - Viktor Rud, Bariton (Ukraine) - Jekaterina Sadownikowa, Sopran (Russland) | - Lauren Segal, Mezzosopran (Südafrika / Kanada) - Katerina Tretyakova, Sopran (Russland / Litauen) - Shen Yang, Bassbariton (China) |

## Teilnehmer 2009
| - Andrei Bondarenko, Bariton (Ukraine), - Christina Daletska, Mezzosopran (Ukraine) - Nahuel Di Pierro, Bass (Argentinien) | - Sara Hershkowitz, Sopran (USA) - Alisa Kolosova, Mezzosopran (Russland) - Anna Siminska, Sopran (Polen), | - Adrian Strooper, Tenor (Australien) - Terry Wey, Countertenor (Schweiz) |

## Teilnehmer 2010
| - Lena Belkina, Mezzosopran (Usbekistan) - Claudia Boyle, Sopran (Irland) - Vladimir Kapshuk, Bariton (Ukraine) - Ievgen Orlov, Bass (Ukraine) | - Antonio Poli, Tenor (Italien) - Emily Righter, Mezzosopran (USA) - Andrè Schuen, Bariton (Italien) | - Regine Isabella Sturm, Sopran (Deutschland) - Eleonora Vindau, Sopran (Ukraine) - Erika Wueschner, Sopran (USA) |

## Teilnehmer 2011
| - Olga Bezsmertna, Sopran (Ukraine) - Sarah-Jane Brandon, Sopran (Südafrika) - Claudia Galli, Sopran (Luxemburg) - Theresa Holzhauser, Mezzosopran (Deutschland) | - Goran Juric, Bass (Kroatien) - Elliot Madore, Bariton (Kanada) - Marko Mimica, Bass (Kroatien) - Andrew Owens, Tenor (USA) |  | - Ilya Silchukov, Bariton (Weißrussland) - Olena Tokar, Sopran (Ukraine) - Derek Welton, Bariton (Australien) |

## Teilnehmer 2012
| - Maria Celeng, Sopran (Ungarn) - Adriana di Paola, Mezzosopran (Israel) - Anat Edri, Sopran (Israel) - Andreas Früh, Tenor (Schweiz) - Manuel Günther, Tenor (Deutschland) - Clemens Kerschbaumer, Tenor (Österreich) | - Zoltan Nagy, Bassbariton (Ungarn) - Mauro Peter, Tenor (Schweiz) - Olga Pudova, Sopran (Russland) - Paul Schweinester, Tenor (Österreich) - Hagar Sharvit, Mezzosopran (Israel) | - Philippe Sly, Bariton (Kanada) - Philippe Spiegel, Bariton (Österreich) - Jan Šťáva, Bass (Tschechien) - David Steffens, Bass (Deutschland) - Valda Wilson, Sopran (Australien) |

## Teilnehmer 2013
| - Sofiya Almazova, Mezzosopran (Russland) - Aco Bišcevic, Tenor (Slowenien) - Theresa Dittmar, Sopran (Österreich) - Antonio di Matteo, Bass (Italien) - Johannes Dunz, Tenor (Deutschland) - Gitai Fisher, Tenor (Israel) - Kiandra Howarth, Sopran (Australien) | - Peter Kellner, Bass (Slowakei) - Domen Križaj, Bariton (Slowenien) - Roberto Lorenzi, Bass (Italien) - Iain MacNeil, Bariton (Kanada) - Benedetta Mazzucato, Mezzosopran (Italien) - Martin Piskorski, Tenor (Österreich) - Estelle Poscio, Sopran (Schweiz) | - Sophie Rennert, Mezzosopran (Österreich) - Iurii Samoilov, Bariton (Ukraine) - Christoph Seidl, Bass (Österreich) - Aaron Sheppard, Tenor (Kanada) - Chiara Skerath, Sopran (Schweiz) - Philippe Spiegel, Bariton (Österreich) - Siobhan Stagg, Sopran (Australien) |

## Teilnehmer 2014
| - Miloš Bulajić, Tenor (Deutschland) - Alexandra Flood, Sopran (Australien) - Giuliana Gianfaldoni, Sopran (Italien) - Henriette Gödde, Mezzo/Alt (Deutschland) - Franz Gürtelschmied, Tenor (Österreich) - Phoebe Haines, Mezzosopran (England) - Diana Haller, Mezzosopran (Kroatien) | - Roman Hoza, Bariton (Tschechien) - Raimundas Juzuitis, Bass (Litauen) - Peter Kellner, Bassbariton (Slowakei) - Maria Mudryak, Sopran (Kasachstan) - Idunnu Münch, Mezzosopran (Deutschland) - Amitai Pati, Tenor (Neuseeland) - Martin Piskorski, Tenor (Österreich) | - Wolfgang Resch, Bariton (Österreich) - Giovanni Romeo, Bassbariton (Italien) - Annika Schlicht, Mezzosopran (Deutschland) - Gerard Schneider, Tenor (Österreich/Australien) - Marco Stefani, Tenor (USA) - Manuel Walser, Bariton (Schweiz) - Andreja Zidarič, Sopran (Slowenien) |

## Teilnehmer 2015
| - Gordon Bintner, Bassbariton (Kanada) - Goran Cah, Tenor (Kroatien) - Adriana Ferfecka, Sopran (Polen) - Rafael Fingerlos, Bariton (Österreich) - Christina Gansch, Sopran (Österreich) | - Andrew Haji, Tenor (Kanada) - Federica Lombardi, Sopran (Italien) - Catriona Morison, Mezzosopran (Schottland) - Dara Savinova, Mezzosopran (Estland) | - Claire de Sévigné, Sopran (Kanada) - Ivan Thirion, Bariton (Belgien) - Bror Magnus Todenes, Tenor (Norwegen) - Matthias Winckhler, Bariton (Deutschland) |

## Erfolge ehemaliger Teilnehmer
Das YSP fungiert auch als Sprungbrett für internationale Karrieren. Zwei Beispiele: „Der italienische Tenor Antonio Poli erhielt nach seinem [YSP-]Stipendium Engagements in London, Venedig, Salzburg, Mailand und Glyndebourne. Andrè Schuen, ein junger Bariton, der 2010 am YSP teilnahm, sang im vergangenen Jahr in Salzburg an der Seite von Stars wie Jonas Kaufmann und Magdalena Kožená.“ Schuen übernahm im Frühjahr 2014 auch drei zentrale Bariton-Rollen in Nikolaus Harnoncourts konzertantem Da-Ponte-Zyklus im Theater an der Wien –  den Don Giovanni, den Figaro-Grafen und den Ferrando in Così fan tutte.
Das YSP gastierte bei der Musikmesse MIDEM 2013 in Cannes und präsentierte dort in einem mit Begeisterung aufgenommenen Konzert vier YSP-Teilnehmer: die ungarische Sopranistin Maria Celeng, die italienische Mezzosopranistin Benedetta Mazzucato, den österreichischen Tenor Clemens Kerschbaumer und den Bariton Yuri Samoilov aus der Ukraine.

## Leitung
Die Gesamtleitung des YSP obliegt seit 2012 Toni Gradsack. Er wird unterstützt von Gaiva Bandzinaite (Studienleitung), Kai Röhrig (Dirigent und Pianist), Dario Tondelli (Pianist), Jane Thorner-Mengedoht (Dozentin) und Ulrike Köstinger (Organisation). Im Jahr seiner Gründung (2008) wurde das YSP von Barbara Bonney und Michael Schade geleitet, 2010 übernahm Marjana Lipovsek die Leitung.